# Sonic Highways
Sonic Highways  es el octavo álbum de estudio de la banda estadounidense de rock Foo Fighters; fue publicado el 10 de noviembre de 2014. El título, la lista de canciones y la fecha de lanzamiento fueron anunciadas el 11 de agosto de 2014. Sus primeros tres sencillos son "Something From Nothing", "The Feast and the Famine" y "Congregation". La serie de HBO Sonic Highways y el primer sencillo del álbum fueron lanzados el 17 de octubre de 2014.
La edición en vinilo viene con la opción de escoger nueve portadas diferentes, pero estas portadas alternativas solo están disponibles al preordenar el álbum desde el sitio web oficial de Foo Fighters. El álbum fue producido por Butch Vig y las ocho canciones fueron grabadas cada una en alguna ciudad de Estados Unidos: Austin, Chicago, Los Ángeles, Nashville, Nueva Orleans, Nueva York, Seattle y Washington, D. C. Las portadas alternativas muestran cada una de las ocho ciudades diferentes.

## Promoción
El 16 de enero de 2014 fue publicada en la página de Facebook de la banda una fotografía de varias master tapes con la etiqueta «LP 8». El 15 de mayo de 2014 se anunció que el octavo álbum de la banda se lanzaría en noviembre de 2014 y que Foo Fighters celebraría el álbum y su vigésimo aniversario con una serie de televisión en el canal HBO dirigida por el líder de la banda Dave Grohl, titulada Sonic Highways.[cita requerida] El 11 de agosto de 2014 se anunció que el álbum se titularía Sonic Highways y se lanzaría el 10 de noviembre de 2014.

## Lista de canciones
| N.º   | Título                               | Duración |  |
| 1.    | «Something from Nothing»             | 4:49     |  |
| 2.    | «The Feast and the Famine»           | 3:50     |  |
| 3.    | «Congregation»                       | 5:12     |  |
| 4.    | «What Did I Do? / God As My Witness» | 5:44     |  |
| 5.    | «Outside»                            | 5:15     |  |
| 6.    | «In the Clear»                       | 4:04     |  |
| 7.    | «Subterranean»                       | 6:08     |  |
| 8.    | «I Am a River»                       | 7:09     |  |
| 41:31 |                                      |          |  |